# اسکار ایبانز
اسکار ایبانز (انگلیسی: Óscar Ibáñez؛ زادهٔ ۸ اوت ۱۹۶۷) بازیکن فوتبال اهل آرژانتین است.
از باشگاه‌هایی که در آن بازی کرده‌است می‌توان به باشگاه فوتبال آرسنال ساراندی اشاره کرد.
وی همچنین در تیم ملی فوتبال پرو بازی کرده‌است.